# Wolfgang G. Müller (Politiker)
Wolfgang G. Müller (* 21. Oktober 1951 in Bruchsal) ist ein deutscher Politiker (SPD) und ehemaliger Oberbürgermeister von Lahr/Schwarzwald.

## Ausbildung und Beruf
Er erwarb 1977 das Diplom der Verwaltungswissenschaften und wurde 1981 in Sozialwissenschaften an der Universität Konstanz promoviert. Danach ging er verschiedenen Forschungs-, Dozenten- und Referententätigkeiten nach, unter anderem war er Berater bei der Gesellschaft für Technische Zusammenarbeit (GTZ) in Brasilien und El Salvador, Wirtschaftsattaché an der Deutschen Botschaft in Brasilia und im Bundesministerium für Wirtschaft Referent in der Grundsatzabteilung und der internationalen Abteilung.

## Politische Tätigkeit
Müller ist seit 1971 Mitglied der SPD. 1997 wurde er mit 63 Prozent der abgegebenen gültigen Stimmen im zweiten Wahlgang zum Oberbürgermeister von Lahr/Schwarzwald gewählt, 2005 mit 76 Prozent im ersten Wahlgang und 2013 ohne Gegenkandidaten wiedergewählt. Im Herbst 2019 erreichte er die für ihn noch geltende frühere Altersgrenze und konnte deshalb nicht bis zum Ende seiner Wahlperiode im Jahr 2021 im Amt verbleiben. Müller ist Kreisrat (Mitglied des Kreistags) des Ortenaukreises seit 1999 und Mitglied der Verbandsversammlung des Regionalverbands Südlicher Oberrhein. Er war seit 2004 einer der Vizepräsidenten der Deutsch-Brasilianischen Gesellschaft und ist jetzt einer der beiden stellvertretenden Vorsitzenden ihres Kuratoriums. Im April 2021 wurde er zum Vorstandsvorsitzenden der Bürgerstiftung Lahr-Reichswaisenhaus 1885 gewählt.

## Familie und Privates
Müller ist ein Sohn des SPD-Politikers Friedrich Müller und verheiratet mit Elke Oberg, mit der er eine Tochter hat.

## Ehrungen
- 1995 Kommandeur des Ordens vom Kreuz des Südens (Ordem Nacional do Cruzeiro do Sul), Brasilien[7]
- 2010 Kommandeur des Rio-Branco-Ordens (Ordem de Rio Branco), Brasilien[8]
- 2016 Winner of the World Mayor Commendation for services to integration[9]
- 2019 Ehrenbürger der Stadt Lahr/Schwarzwald[10]
- 2019 Anerkennungspreis des Integrationspreises des Landes Baden-Württemberg 2019 in der Kategorie Kommunen und Verwaltungen[11]